# Rhodine gracilior
Rhodine gracilior är en ringmaskart som beskrevs av Catherine A. Tauber 1879. Rhodine gracilior ingår i släktet Rhodine och familjen Maldanidae. Arten är reproducerande i Sverige. Inga underarter finns listade i Catalogue of Life.